# Villefranche-le-Château
Villefranche-le-Château (okzitanisch Vilafrancha dau Chastèu) ist ein Ort und eine französische Gemeinde mit 18 Einwohnern (Stand 1. Januar 2022) im Département Drôme in der Region Auvergne-Rhône-Alpes (vor 2016 Rhône-Alpes). Sie gehört zum Arrondissement Nyons und zum Kanton Nyons et Baronnies.

## Lage
Villefranche-le-Château liegt etwa 65 Kilometer nordöstlich von Avignon. Umgeben wird Villefranche-le-Château von den Nachbargemeinden Mévouillon im Westen und Norden, Vers-sur-Méouge im Nordosten, Séderon im Osten und Südosten sowie Barret-de-Lioure im Süden.

## Bevölkerungsentwicklung
| Jahr                       | 1962 | 1968 | 1975 | 1982 | 1990 | 1999 | 2006 | 2019 |
| -------------------------- | ---- | ---- | ---- | ---- | ---- | ---- | ---- | ---- |
| Einwohner                  | 21   | 25   | 22   | 15   | 20   | 21   | 23   | 17   |
| Quellen: Cassini und INSEE |      |      |      |      |      |      |      |      |

## Sehenswürdigkeiten

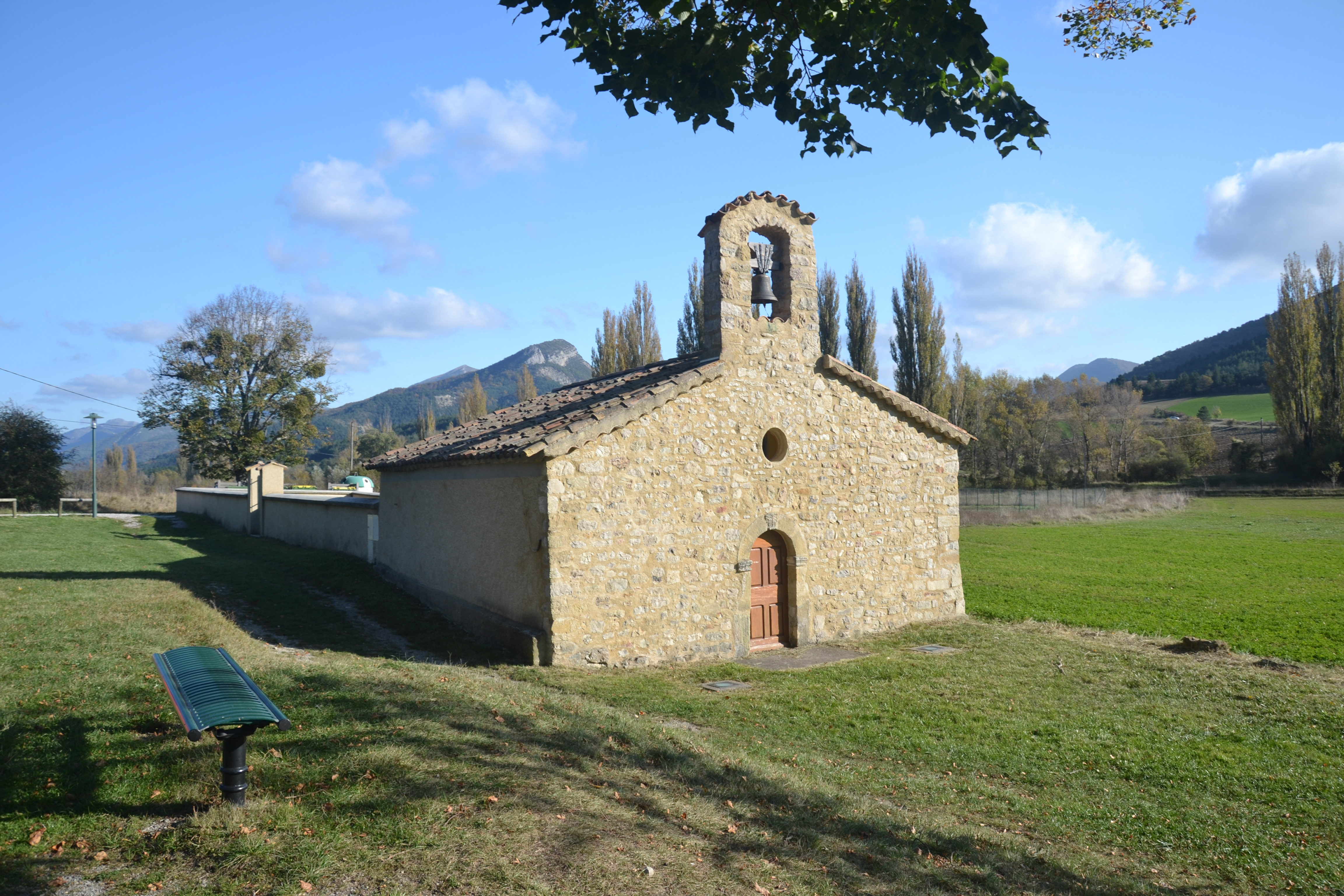
Kapelle Sainte-Madeleine
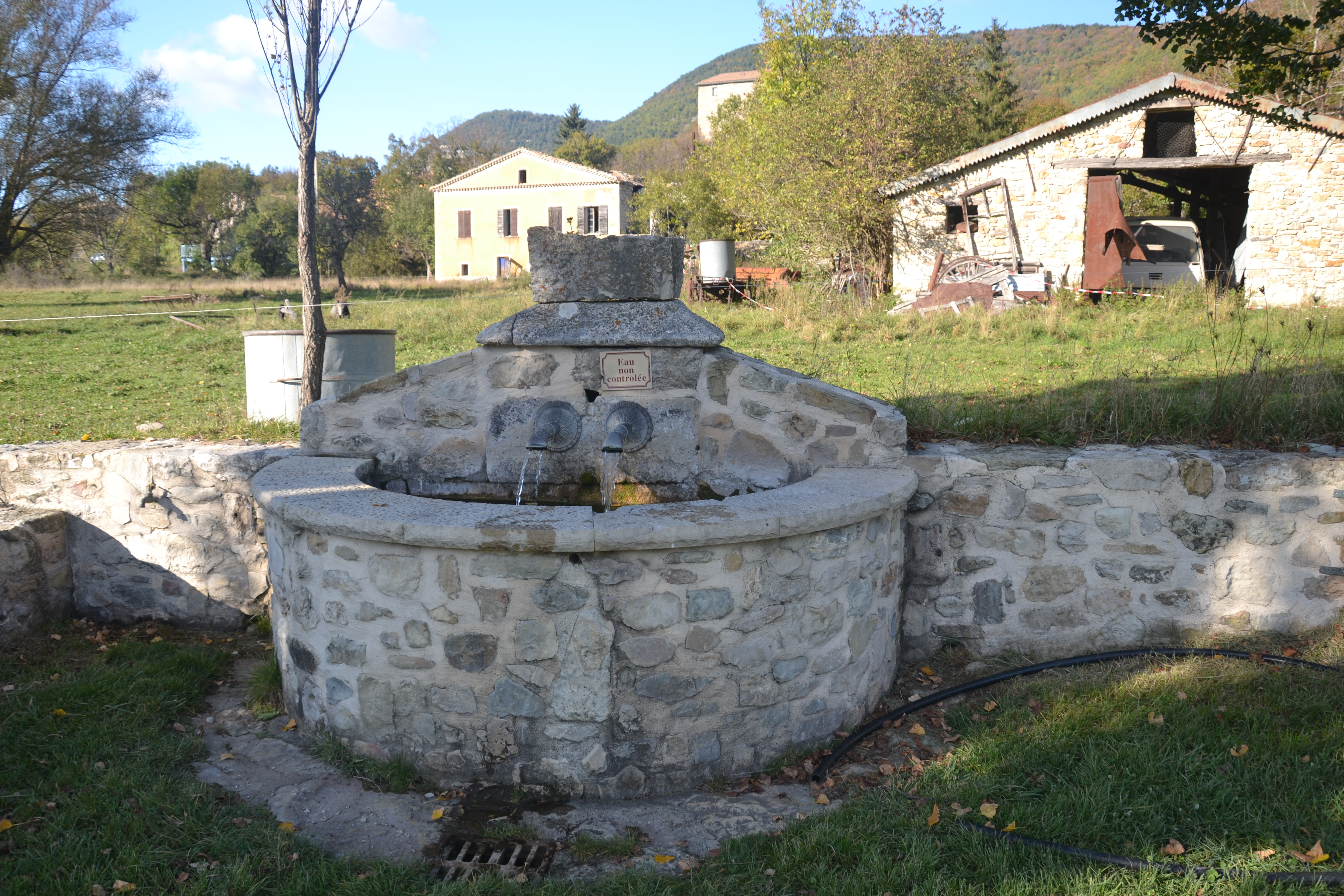
Schloss aus dem 17. Jahrhundert

- Kapelle Sainte-Madeleine
- Brunnen an der Route du village